# 계성면
계성면(桂城面)는 대한민국 경상남도 창녕군의 면이다. 2011년 6월 1일을 기준으로 면적은 27.86km2이고, 인구는 1,293세대, 2,618명이다.

## 역사
- 신라시대에 화왕군(창녕군)에 딸린 현(縣)이었는데, 당시 이름은 전해지지 않는다.
- 고려시대인 940년에 계성현이 되었고, 1018년에 창녕군이 밀성군(밀양)의 속현이 되면서 계성현도 밀성의 속현이 되었다.
- 1366년에 영산현의 속현이 되었다. 1390년에 다시 밀양의 속현이 되었다가, 1394년에 다시 영산현에 편입되었다.
- 이후 주현으로 승격되지 못하고 계성면이 되었다.
- 1914년 영산군이 폐지되면서 창녕군에 편입되었다.

## 행정 구역
- 명리(明里): 행정복지센터 소재지.
- 계성리(桂城里)
- 광계리(廣溪里)
- 봉산리(鳳山里)
- 사리(舍里)
- 신당리(新堂里)

## 미디어
- SBS TV : 《TV 동물농장》